# ルース・E・カーター
ルース・E・カーター (Ruth E. Carter, 1960年4月10日 - ) は、アメリカ合衆国出身の映画衣裳デザイナー。

## 来歴
ハンプトン大学卒業。スパイク・リー作品の衣裳を手がけている。1992年の『マルコムX』と1997年の『アミスタッド』でアカデミー衣裳デザイン賞にノミネートされ、2018年の『ブラックパンサー』と2022年の続編『ブラックパンサー/ワカンダ・フォーエバー』で同賞を受賞した。

## 主な作品
- スクール・デイズ School Daze (1988)
- ドゥ・ザ・ライト・シング Do the Right Thing (1989)
- モ'・ベター・ブルース Mo' Better Blues (1990)
- ジャングル・フィーバー Jungle Fever (1991)
- マルコムX Malcolm X (1992)
- TINA ティナ What's Love Got to Do with It (1993)
- スーパーヒーロー/メテオマン The Meteor Man (1993)
- サバイビング・ゲーム Surviving the Game (1994)
- クルックリン Crooklyn (1994)
- クロッカーズ Clockers (1995)
- マネー・トレイン Money Train (1995)
- ファイト・マネー The Great White Hype (1996)
- ローズウッド Rosewood (1997)
- バップス B*A*P*S (1997)
- アミスタッド Amistad (1997)
- サマー・オブ・サム Summer of Sam (1999)
- シャフト Shaft (2000)
- ドクター・ドリトル2 Dr. Dolittle 2 (2001)
- アイ・スパイ I Spy (2002)
- チャーリーと14人のキッズ Daddy Day Care (2003)
- ファイティング×ガール Against the Ropes (2004)
- フォー・ブラザーズ/狼たちの誓い Four Brothers (2005)
- SHARK〜カリスマ敏腕検察官 Shark (2006-2007) テレビシリーズ
- ブラックパンサー Black Panther (2018) ※アカデミー衣裳デザイン賞受賞。